# Rin Kaiho

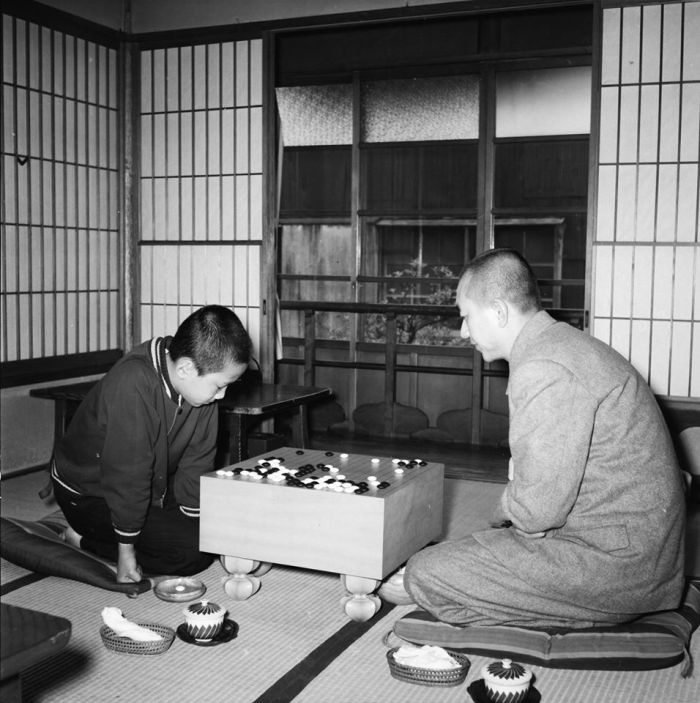
Go Seigen unterrichtet den jungen Rin Kaiho.

Rin Kaiho oder Lin Haifeng (japanisch 林海峰 Rin Kaihō, eigentlich chinesisch 林海峰, Pinyin Lín Hǎifēng; * 6. Mai 1942 in Shanghai, China) ist ein professioneller taiwanischer Go-Spieler, der sich in Japan einen Namen gemacht hat. Er gilt zusammen mit Cho Chikun, Kobayashi Koichi, Otake Hideo, Takemiya Masaki und Kato Masao als einer der Sechs Superspieler, die die japanische Go-Welt in den letzten drei Jahrzehnten des zwanzigsten Jahrhunderts dominierten.

## Leben
Rin Kaiho wurde in Shanghai, Republik China, geboren. Er war ein Schüler von Go Seigen, als dieser ihn 1952 nach Japan holte. Er war ein vielversprechender Spieler, der schon im Alter von 23 Jahren sein erstes großes Titelturnier gewann, den Meijin: Er forderte 1965 Sakata Eio heraus, um diesen Titel zu gewinnen. Kritiker glaubten, dass er gegen den damals mächtigen Sakata keine Chance haben würde. Sogar Sakata selbst sagte, dass kein Go-Spieler unter dreißig Jahren Meijin werden sollte. Rin lieferte jedoch einen großartigen Kampf und gewann den Meijin-Titel zusammen mit dem Honinbo in den späten 1960er und frühen 1970er Jahren bei verschiedenen Gelegenheiten. Er gehört auch zu der Gruppe mit 1200 Siegen. Seine Anzahl an Titeln liegt derzeit bei 34, womit er auf Platz 7 der Gesamtzahl aller Titel liegt, gleichauf mit Norimoto Yoda. Rin wurde der erste Profi in der Geschichte des Nihon Ki-in, der 1.300 Karrieresiege erreichte. Er gewann die Partie gegen Nobuaki Anzai am 19. Oktober 2006 in einem Vorrundenkampf des 32. Kisei. Rin wohnt in Tokio, Japan, hat aber weiterhin die taiwanesische Staatsbürgerschaft.